# Raphael Puig
Raphael Puig (Barcelona, final segle XVI- 23 de desembre de 1640), també anomenat Rafael Puig va ser magistrat de la Reial Audiència de Catalunya.
Comença la seva carrera com a assessor de la diputació del General, càrrec que exerceix almenys des d’agost de 1626. Haurà d’esperar més de deu anys, fins a octubre de 1636, per obtenir la plaça com a jutge de cort.
Manel Güell considera que aquest nomenament marca un punt d’inflexió de Puig a favor de les directrius de la Corona Hispànica. El maig de 1638, en el context bèl·lic entre Felip IV de Castella i Lluís XIII de França, és un dels magistrats que dona prerrogatives al virrei perquè pugui condemnar a mort als desertors sense realitzar-se un judici previ.
Puig rep l’ordre, per part del Reial Consell Criminal, d’obrir diligències sobre els excessos que els soldats castellans estan cometent arreu del país (febrer 1640), però les seves gestions són infructuoses. El 14 de maig, el virrei Dalmau III de Queralt ordena que es desplaci a Santa Coloma de Farners, juntament amb el governador Ramon de Calders, tres terços i dues companyies de cavalleria, per esclarir i castigar els assassins de l’agutzil reial Joan-Miquel de Monrodón. En trobar-se la vila pràcticament buida, els soldats cremen pràcticament totes les cases, fet que va determinar els diputats del General a demanar-ne la destitució.
La casa que tenia Puig a Barcelona va ser cremada durant el Corpus de Sang. El magistrat, que aquella jornada es trobava a Blanes, va retornar a la capital catalana d’amagat. Segons Miquel Parets, el 23 de desembre va ser tret d’una casa del carrer de Mirallers i apunyalat al bell mig d’aquesta via pública. El seu cos, juntament amb els dels magistrats Joan Baptista Gori i Lluís Ramon Fita, fou arrossegat fins a la plaça del Rei, on va ser exhibit públicament.  